# Bademli, Şuhut
Bademli là một xã thuộc huyện Şuhut, tỉnh Afyonkarahisar, Thổ Nhĩ Kỳ. Dân số thời điểm năm 2011 là 402 người.